# Oum Avnadech
Oum Avnadech este o comună din departamentul Néma, Regiunea Hodh Ech Chargui, Mauritania, cu o populație de 12.003 locuitori.